# 岡山県道181号和気停車場線
岡山県道181号和気停車場線（おかやまけんどう181ごう わけていしゃじょうせん）は、岡山県和気郡和気町を通る一般県道である。

## 概要
JR西日本山陽本線 和気駅と岡山県道・兵庫県道96号岡山赤穂線を結ぶ。

### 路線データ
- 起点：和気郡和気町福富（JR西日本山陽本線 和気駅前）
- 終点：和気郡和気町大田原（岡山県道・兵庫県道96号岡山赤穂線交点）
- 総延長：0.17 km

## 路線状況
和気駅の裏側（南側）には同和鉱業片上鉄道線（1991年（平成3年）6月30日をもって廃止）の跡を用いて建設された岡山県道703号備前柵原自転車道線が通っている。

### 道路施設

#### 橋梁
- 金剛橋（金剛川、和気郡和気町）

## 地理

### 通過する自治体
- 和気郡和気町

### 交差する道路
| 交差する道路                     | 交差する場所 | 交差する場所 |
| -------------------------------- | ------------ | ------------ |
| 岡山県道395号和気熊山線          | 福富         |              |
| 岡山県道263号泉衣笠線            | 福富         |              |
| 岡山県道・兵庫県道96号岡山赤穂線 | 大田原       | 終点         |

### 沿線
- JR西日本山陽本線 和気駅
- 和気町立図書館
- 岡山県立和気閑谷高等学校